# Michael Kemmeter
Michael Kemmeter (fälschlicherweise auch Christian Kemmeter; * Winter 1655/1656 in oder um Regensburg; † im Mai 1729 in Berlin) war ein deutscher Zimmermann und Baumeister. Er wurde besonders wegen seiner Dach- und Deckenkonstruktionen für die Deutsche Kirche am Berliner Gendarmenmarkt und die Synagoge in der Heidereutergasse schon von den Zeitgenossen gerühmt. Sein Sohn Johann Gottfried Kemmeter erlangte den Rang eines Baudirektors der Kurmärkischen Kammer und stieg zum brandenburgischen Bauinspektor auf.

## Leben
Kemmeter wurde vermutlich im Winter des Jahreswechsels 1655/56 in Regensburg oder in der Umgebung Regensburgs geboren. Wahrscheinlich erhielt er hier auch seine Ausbildung zum Zimmermann.
1701 wird sein Name im Zusammenhang mit der von Jean de Bodt entworfenen Ehrenpforte der Hofbediensteten zum Einzug Friedrichs I. in Berlin genannt. Als Gründe für Kemmeters Auswanderung nach Preußen werden sowohl seine religiöse Zugehörigkeit zum protestantischen Glauben als auch die große Nachfrage nach Handwerkern vermutet, die durch den unter Friedrich I. begonnenen Ausbau Berlins zur Residenzstadt Ende des 17. Jahrhunderts herrschte. Innerhalb der etwa zwanzig Jahre seines nachweisbaren Wirkens arbeitete Kemmeter mit führenden Berliner Baumeistern zusammen: Jean de Bodt, Martin Grünberg, Philipp Gerlach, Giovanni Simonetti und Johann Carl Stoltze.
Laut einem Eintrag im Bestattungsregister der Berlin-Cöllner Pfarrgemeinde St. Petri verstarb Kemmeter im Mai 1729 im Alter von 73 ½ Jahren „an Geschwulst“; seine Beisetzung fand am 25. Mai 1729 statt.

## Werk
Friedrich Nicolai schreibt 1786 in seiner Nachricht von den Baumeistern, Bildhauern, Kupferstechern, Malern, Stukkaturern, und andern Künstlern …, Kemmeter sei „ein geschickter Zimmermeister, der verschiedene gute hölzerne Gebäude, und künstliche Dächer, in und um Berlin verfertigt hat“. Im Wegweiser durch den Preußischen Staat wurde von Leopold von Zedlitz-Neukirch angemerkt: „Der Judentempel oder die Synagoge, sie liegt in der Heidereutergasse, und wurde von Michael Kemmeter im Jahre 1700 erbaut“ Ähnliches schrieb 1828 auch der Kunstschriftsteller Carl Ludwig Seidel „Michael Kemmeter, ein geschickter Zimmermeister aus Regensburg, baute 1700 die hiesige Synagoge und ferner das künstliche fünfeckige Dach der neuen Kirche auf dem Gensd’armen-Markt“ Tatsächlich wurde der Grundstein für den Bau der Synagoge erst im Jahr 1712 gelegt.
Er war im Laufe seiner Wirkungszeit in Berlin an einer Reihe von großen Bauvorhaben nachweislich als leitender Zimmermeister beteiligt:
- Zwischen 1704 und 1708 Errichtung des Dachstuhls der Deutschen Kirche am Gendarmenmarkt (Martin Grünberg, Giovanni Simonetti), einer technisch beachtlichen Konstruktion über fünfeckigem Grundriss (1881/82 bei Umbau abgerissen)
- 1714 Fertigstellung des Dachstuhls und der Deckenkonstruktion der Alten Synagoge in der Heidereutergasse (im Zweiten Weltkrieg zerstört)
- 1713 Begutachtung der Standfestigkeit des unter Martin Grünberg begonnenen Turmes der Parochialkirche zusammen mit dem Baumeister Philipp Gerlach und dem Maurermeister Leonhard Braun d. J.,
- 1714 vermutlich Beteiligung am Bau der Dach- und Gewölbekonstruktion der Parochialkirche (Martin Grünberg), Fertigung der 1714 vollendeten Turmhaube.
- Zwischen 1714 und 1718 Ausführung des Dachwerks und der Treppenanlagen des von Martin Grünberg entworfenen Cöllnischen Rathauses (Bauleitung Johann Carl Stoltze), Reparaturarbeiten 1721 (1899 abgetragen)
- 1720–1722 Zimmerarbeiten am Georgenhospital
- 1721–1722 Beteiligung am Neubau der Garnisonkirche (Philipp Gerlach) zusammen mit dem Zimmermeister Säuberlich.